# Paya Ketenggar
Paya Ketenggar is een bestuurslaag in het regentschap Aceh Tamiang van de provincie Atjeh, Indonesië. Paya Ketenggar telt 1147 inwoners (volkstelling 2010).